# Frambyn
Frambyn är en bebyggelse   i Byske socken i Skellefteå kommun, Västerbottens län (Västerbotten). SCB avgränsar här en småort sedan 2023.